# Св. св. Петър и Павел (Кърстоар)
Вижте пояснителната страница за други значения на Свети апостоли Петър и Павел.
„Св. св. Петър и Певел“ (на македонска литературна норма: „Св. св. Петар и Павле“) е православна църква в битолското село Кърстоар, Северна Македония, част от Бистришката енория на Преспанско-Пелагонийската епархия на Македонската православна църква – Охридска архиепископия.
Църквата е изградена през 1890 година на място, подарено от местния свещеник Христо Стойчев.
В архитектурно отношение храмът представлява малка трикорабна сграда с полукръгла апсида на изток и затворен трем на юг. В югозападния му ъгъл има малък купол, в който е разположена камбанарията. Главният вход е от запад и над него има мраморна плоча с годината 1890, когато е изградена църквата. Нартексът е отделен от наоса с преграда. Два реда от по три колони разделят трите кораба в наоса. В 1896 година и в началото на XX век са изписани сводът на средния кораб и олтарното пространство. Иконостасът е триредов, като престолните икони са дело на Димитър Анастасов от Магарево и са изработени в 1891 година. Царските двери, входните врати в олтара, както и част от иконите от горните редове са дело на Коста Николов от Лазарополе и датират от 1906 година. Негови са и иконите на амвона, който е поставен на един стълбовете в северната редица.